# Reus
Reus je španělské město ležící v provincii Tarragona v Katalánsku. Je hlavním městem oblasti Bajo Campo a tvoří součást metropolitní oblasti nazývané Campo de Tarragona.

## Poloha
Nachází se ve výšce mezi 114 a 142 metry nad mořem a je vzdálené asi 12 km od hlavního města Tarragony.
Dvě původní městečka tvoří součást aktuální obce Reus: El Burgar a Mascalbó.
Reuské letiště se nachází na pomezí Reusu a Constantí. Po celý rok nabízí pravidelné lety do různých evropských zemí a jejich hojnost se zvyšuje zejména v letním období.

## Obyvatelstvo
Od roku 1857 do roku 1910 byla druhým městem Katalánska po Barceloně, ale jeho důležitost jako centrum provincie upadla ve prospěch města Tortosa a později Tarragony. Počet obyvatel se zvýšil jen z 30 266 obyvatel (rok 1960) na 35 950 obyvatel (rok 1950). Od té doby se začal značně zvyšovat. Limit 100 000 obyvatel byl překročen v roce 2005. Imigrace, ve většině případů Marokánců přispěla ke zvýšení počtu obyvatel Reusu a napomohla tomu, aby se stal 4. nejosídlenější oblastí Katalánska.

### Místní svátky
Největším reuským svátkem je svátek je fiesta de San Pedro, který se slaví 28. června. Dalšími svátky jsou známé Karnevaly.